# با هر تپش قلب (فیلم)
با هر تپش قلب (به انگلیسی: With Every Heartbeat) یا مرا ببوس فیلمی محصول سال ۲۰۱۱ و به کارگردانی الکساندرا ترز کینگ است. در این فیلم بازیگرانی همچون روث وگا فرناندز، لیو میونس، کریستر هنریکسن، لنا اندره، یواکیم ناتریکویست، تام لیونگمن ایفای نقش کرده‌اند.